# 37 mm AC Mle 1934
Il Canon de 37 mm AC Modèle 1934 era un cannone controcarro francese sviluppato alla fine degli anni trenta dall'Atelier de construction de Puteaux (APX) per l'impiego in postazione fissa nelle opere della Linea Maginot. Surclassato dal 47 mm AC Mle 1934, venne comunque impiegato durante la seconda guerra mondiale.